# Héctor Hernández Ortega
Héctor Hernández Ortega (Valladolid, 23 de mayo de 1991) es un jugador profesional de fútbol español que juega como defensa.

## Trayectoria
Nacido en Valladolid, se formó en la cantera del CD Victoria CF y posteriormente en el CD Betis CF de Valladolid, donde se formó hasta su posterior fichaje al Real Zaragoza con el que llegó a debutar en el primer equipo de lateral izquierdo, en un partido ante la Real Sociedad, donde perdieron por 1-2 y donde fue expulsado a la media hora.
El 30 de junio de 2013 finalizó contrato con el Real Zaragoza y firmó con la Real Sociedad hasta el 30 de junio de 2014 para ponerse a las órdenes de su equipo filial, dirigido por Asier Santana.
En mayo de 2015, tras formar parte de la primera plantilla de la Real Sociedad para la siguiente temporada, renovó su contrato con la Real Sociedad hasta el 30 de junio de 2017. Debutó con el primer equipo en Liga, en una derrota por 4-0 ante el F. C. Barcelona, sustituyendo a Imanol Agirretxe.  
En junio de 2016 amplió el contrato que le vinculaba al club txuri urdin hasta 2019. En enero de 2017 salió cedido al Granada C. F. e busca de minutos. Luego de su cesión al equipo nazarí, fue de nuevo cedido de cara a la temporada 2017-18 al Deportivo Alavés.
En la Segunda División formó parte del C. D. Tenerife en el ejercicio 2018-19, totalizando 15 encuentros y 1270 minutos y en la temporada 2019-20 jugó en el C. D. Numancia, con el que actuó en 31 partidos, sumando 2578 minutos. 
El 12 de septiembre de 2020 fichó por el Real Club Deportivo de La Coruña para las siguientes dos temporadas. Tras la primera de ellas renovó su contrato hasta 2023, pero acabó saliendo el 1 de septiembre de 2022 al no entrar en los planes del entrenador.
El 31 de enero de 2023 firmó por el C. F. Rayo Majadahonda para lo que quedaba de temporada. Tras la misma quedó libre y estuvo un año sin equipo hasta que a finales de junio de 2024 fichó por el Pontevedra C. F. En la única campaña que estuvo en el club, contribuyó a conseguir el ascenso a Primera Federación.

## Clubes
| Club                         | País   | Periodo   | Partidos (goles) |
| ---------------------------- | ------ | --------- | ---------------- |
| Real Zaragoza "B"            | España | 2010-2013 | 69 (2)           |
| Real Zaragoza                | España | 2013      | 2 (0)            |
| Real Sociedad "B"            | España | 2013-2015 | 42 (2)           |
| Real Sociedad                | España | 2015-2017 | 17 (0)           |
| Granada C. F.                | España | 2017      | 13 (0)           |
| Deportivo Alavés             | España | 2017-2018 | 1 (0)            |
| C. D. Tenerife               | España | 2018-2019 | 16 (0)           |
| C. D. Numancia               | España | 2019-2020 | 31 (0)           |
| R. C. Deportivo de La Coruña | España | 2020-2022 | 47 (2)           |
| C. F. Rayo Majadahonda       | España | 2023      | 11 (0)           |
| Pontevedra C. F.             | España | 2024-2025 | 25 (1)           |